# Давид Солунски
Давид Солунски (на гръцки: Δαβίδ Θεσσαλονίκης) е източноримски отшелник от V - VI век, смятан за чудотворец и почитан като светец, в лика на преподобните. Паметта му се тачи от Източноправославната църква на 26 юни.

## Биография
Най-ранното сведение за Давид идва от Свети Йоан Мосх (VI-VII век), който в своя „Лимонар“ (Духовна ливада) предава разказа на солунчанина Паладий, който в Александрия му разказал, че Давид и Адолас дошли от Месопотамия и водили аскетичен живот край Солун, изпълнен с чудеса. От историческите източници, включително биографията му, написана от анонимен автор от Солун между 715 и 720 година, може да се заключи, че Свети Давид вероятно роден в Месопотамия около 450 година след Христа и е умрял в Солун някъде между 535 и 541 година. Причината за преместването на Давид и Адолас в Солун е неизвестна, но и Константинополският синаксар и Минологията на Василий II твърдят, че Давид е дошъл от изток. В Солун като млад между 465 и 470 година Давид става монах в манастира на Светите Теодор и Меркурий, разположен до една от портите на града, и известен като Кукулиатон (Κουκουλιατῶν), защото монасите носели наметала с качулки, с каквато е изписван по икони.
В манастира Давид се отдава на молитва, пост, бдения, смирение и изучаване на свещените писания. След смъртта на игумена, монасите го избират за негов заместник, но той отказва и решава да се изкачи на бадемовото дърво до католикона и да живее там три години, преодолявайки всички изпитания на стихиите на люлеещото се дърво, затова Давид е наречен дендрит, тоест дървесник. Този вид аскетизъм се е практикувал често в Сирия и Месопотамия, откъдето идват Давид и Адолас.
След тези три години, ангел му дава заповед да живее в мълчание в килия и му предсказва, че ще извърши „още един акт на любов“. Давид слиза от дървото и влиза в подготвената килия в присъствието на архиепископ Доротей I Солунски (след 497 – след 520) и много духовници и вярващи. Йоан Мосх казва, че килията е „около три стадия извън градската стена“, тоест много близо до манастира. Много хора започват да се стичат при аскета, за да търсят изцеление с молитвите му и се разпространяват истории за освобождаване от духове и лекуване на болести.
- Изображения на Давид Солунски
- Симеон Стълпник и Давид Солунски
- Каменен релеф

След смъртта на архиепископ Доротей, наследникът му Аристид Солунски идва при Давид и го моли да замине за Константинопол, за да пледира пред император Юстиниан I (527 - 565) да не мести столицата на Илирик в Юстиниана Прима, което ще намали престижа на Солун. Самият Аристид не може да пътува до столицата, тъй като не иска да остави града без пастир пред лицето на варварската заплаха. Давид се поддава на молбите на архиепископа и паството му и заедно с двамата си ученици, Теодор и Димитър заминава за Константинопол. В столицата, където славата му вече се е разнесла, е посрещнат с уважение и почит от населението и особено от императрица Теодора. Юстиниан го изслушва пред Сената. Давид взима жив въглен в ръката си и прикадява императора и Сената без да изгори ръката си. След това излага молбата си, в която Юстиниан се вслушва и статутът на Солун остава ненакърнен.
При завръщането си от Константинопол светецът умира в предградието на Солун Емволос. На пристанището в Солун е посрещнат от архиепископа и голямо множество граждани, които полагат тялото му в манастира „Свети Теодор и Меркурий“.
Около 685 – 690 година игуменът на манастира Димитър отваря гробницата, за да вземе част от мощите му, но надгробната плоча се разпада на много части, което е прието за знак, че мощите не бива да се разделят. Един от присъстващите монаси Сергий по-късно става архиепископ и взима само няколко косми от брадата и косата на светеца. Мощите са взети в 1204 година от кръстоносците от Четвъртия поход. В 1236 година са отнесени в Павия, Италия. В 1967 година са прехвърлени в Милано. На 16 септември 1978 година благодарение на усилията на митрополит Пантелеймон Солунски мощите на Свети Давид са тържествено върнати в Солун и положени в базиликата „Свети Димитър“. По-късно са пренесени в католикона на манастира „Света Теодора“, в специален параклис „Свети Давид Солунски“.